# Кемпа (ботанічний заказник)
Ке́мпа — ботанічний заказник місцевого значення в Україні. Розташований у межах Бродівського району Львівської області, поблизу сіл Смільне і Лагодів, що на захід від міста Броди (між селами Смільно, Лагодів і м. Броди, до якого 1,5 км) на торфовій луці. 

## Опис
Площа заказника 10 га. Створений у 1984 році. Підпорядкований Бродівській міській раді. 
Кемпа — назва урочища, що у перекладі з польської мови значить «острів посеред трясовини», тобто острів в оточенні боліт. А сам острів — піщаний горб, порослий лісом.

## Історія
У 1980 році на торф'яній луці Іван Матлай відкрив орхідею або скрученик приємний, який пізніше дослідив та описав природолюб з Пониковиці Степан Шелест.
У 2008 році серед висунутих обласними оргкомітетами, науковими та суспільними організаціями природних визначних пам’яток Брідщини, Кемпу було проголошено одними із семи чудес природи Брідщини з метою привернути увагу до проблеми охорони природи краю.

## Природа
Зростає багато рідкісних рослин, зокрема, із занесених до Червоної книги України — скрученик приємний (лат. Spiranthes amoena), меч-трава болотна. Також на частині території заказника розташовані шляхи переміщення та місця перебування зубра.
Вважалося, що скрученик приємний в Україні взагалі не трапляється, а розповсюджений лише на Поволжі, Кавказі та в Сибіру. Знайдений під Бродами, відірваний від основного ареалу приблизно на 2000 км, належить до невеликого роду, що нараховує 25 видів. Через свою рідкість рослина рішенням виконкому Львівської обласної ради від 09.10.1984 року № 495 взята під охорону держави та було створено ботанічний заказник. 
28 листопада 1988 року контроль за дотриманням режиму у заказнику передано Бродівській міській раді. Проведено відмежування заповідного об'єкта та внесено його у планово-картографічні матеріали.

## Екологічні проблеми
Від листопада 2014 року до початку 2015 року не працювали очисні споруди у Бродах. Унаслідок зупинки обладнання всі нечистоти з міської каналізації попадали у річку Суховілку, яка протікає через природний заказник «Кемпа». У селі Лагодів, де ця річка впадає в Бовдурку, видно, як мутні каналізаційні стоки води Суховілки змішуються з водами Бовдурки. Це глобальне лихо стосується не лише Бродівщини, адже річка Бовдурка впадає в річку Стир, яка впадає в річку Прип'ять (басейн Дніпра). 
Найбільшої шкоди рослинності, зокрема, червонокнижній, завдає випасання худоби, а також на території заказника масово вирубаються дерева. Відбувається ерозія ґрунтів.
У березні 2019 року працівниками міської ради встановлено інформаційно-охоронний знак при вході (в'їзді) на заповідну територію.

## Галерея

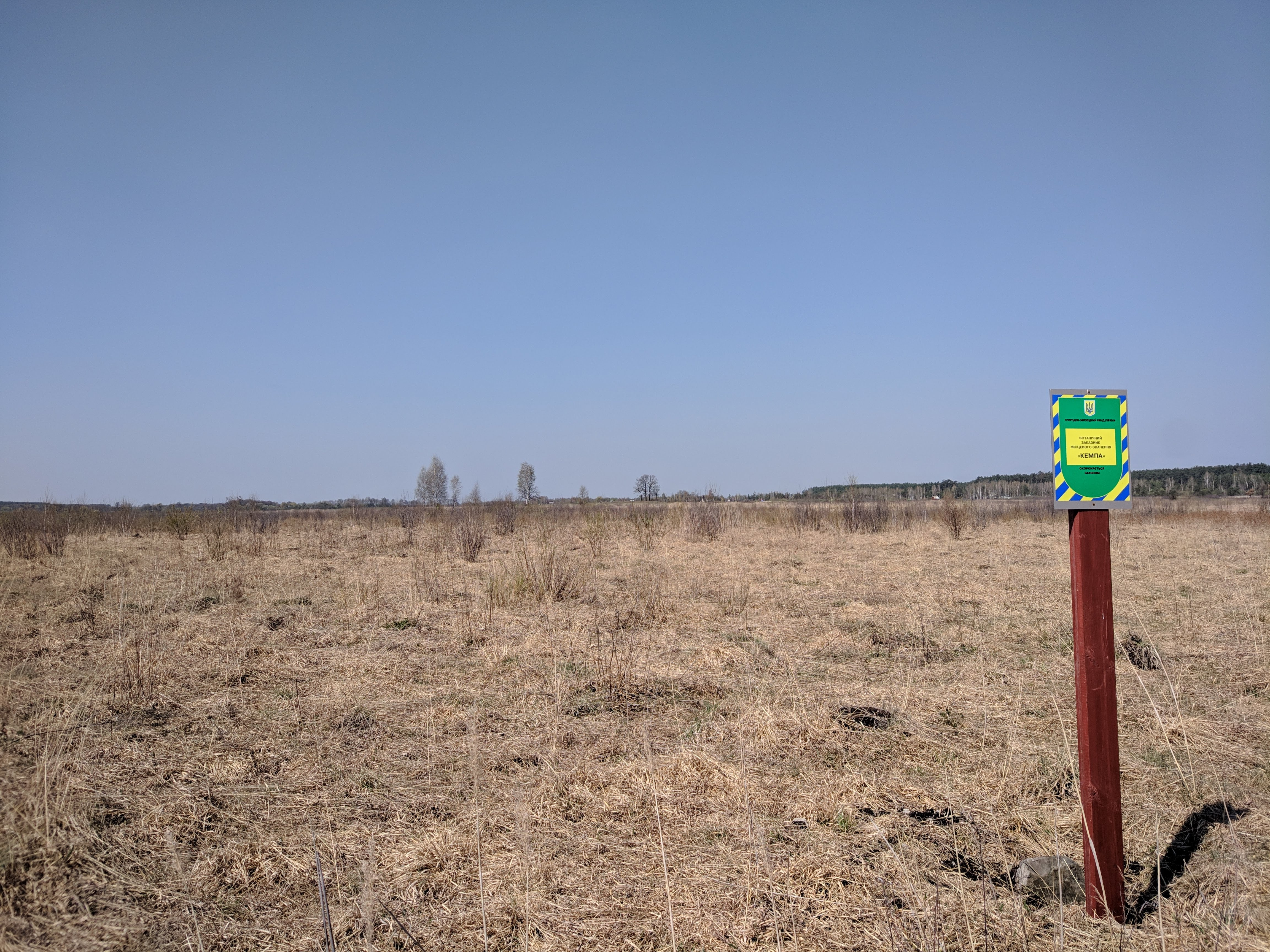
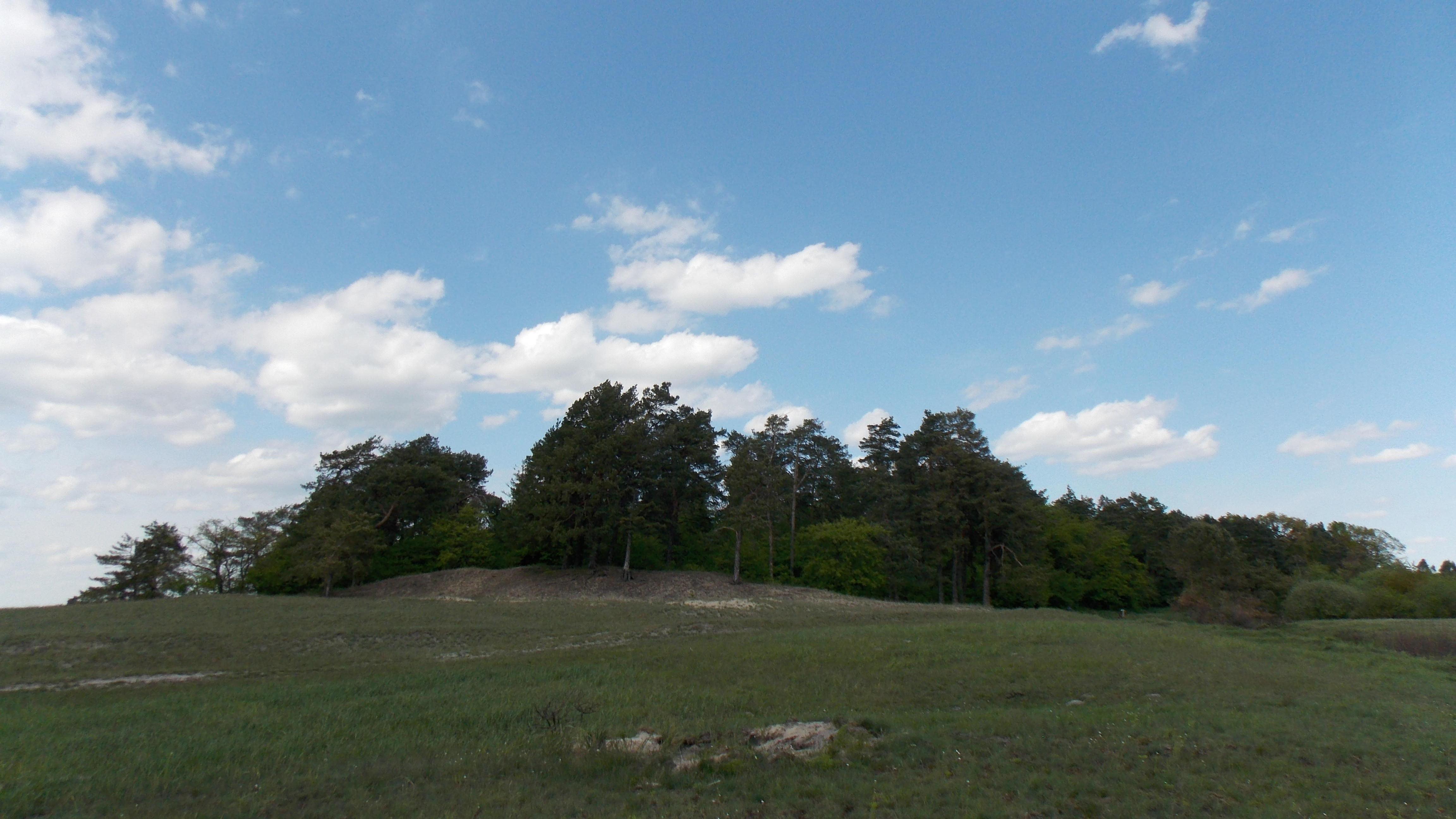
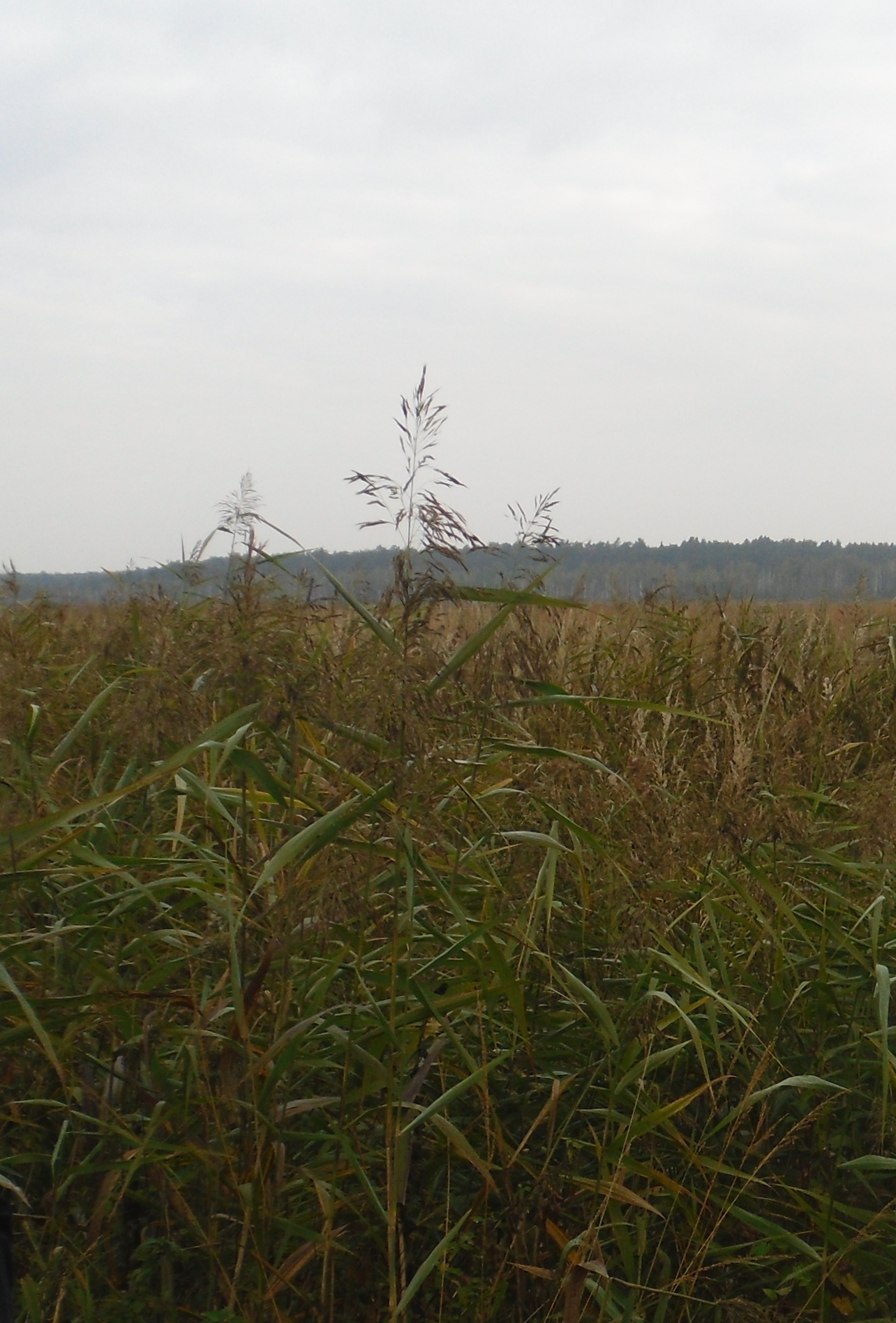
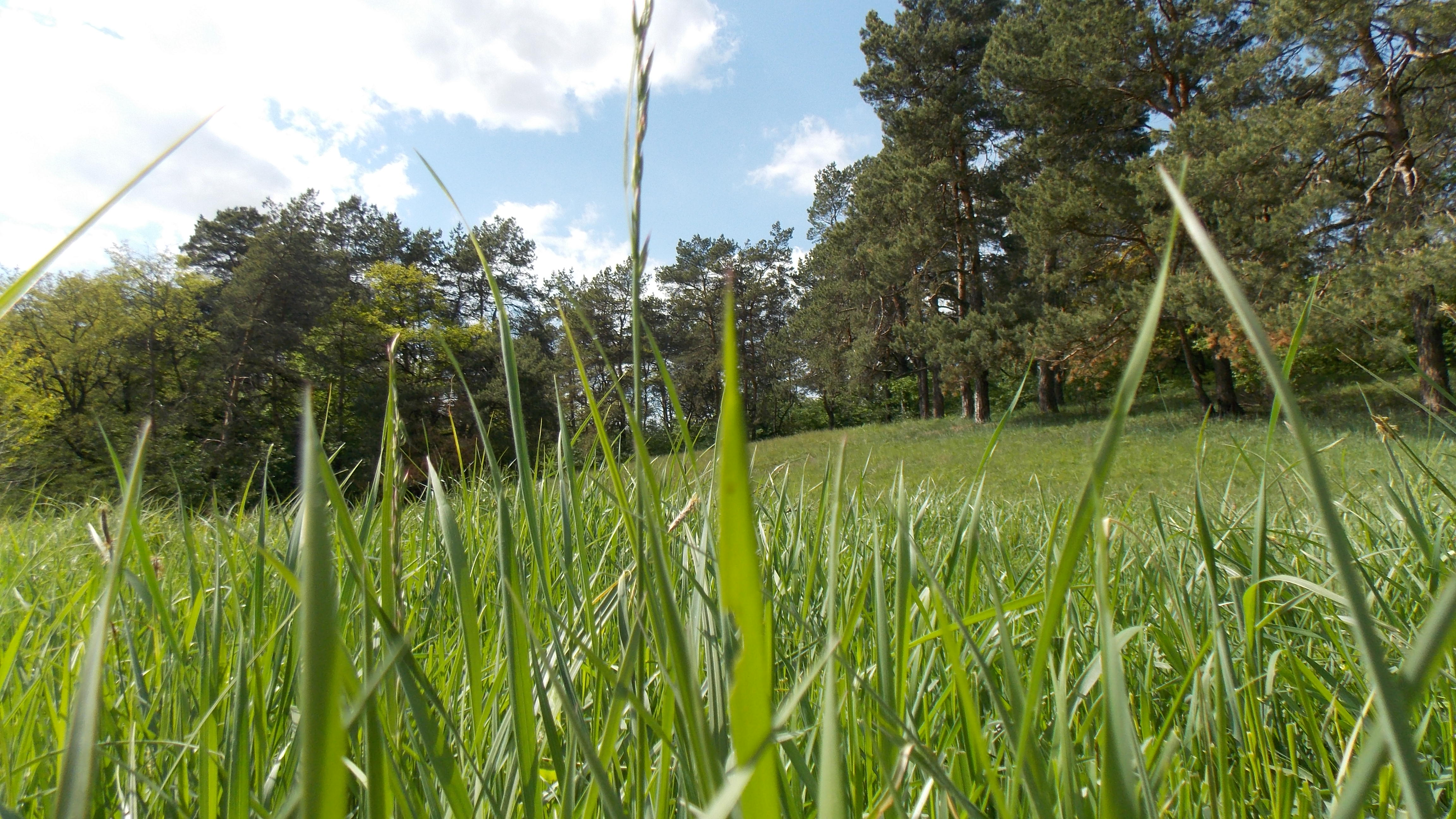
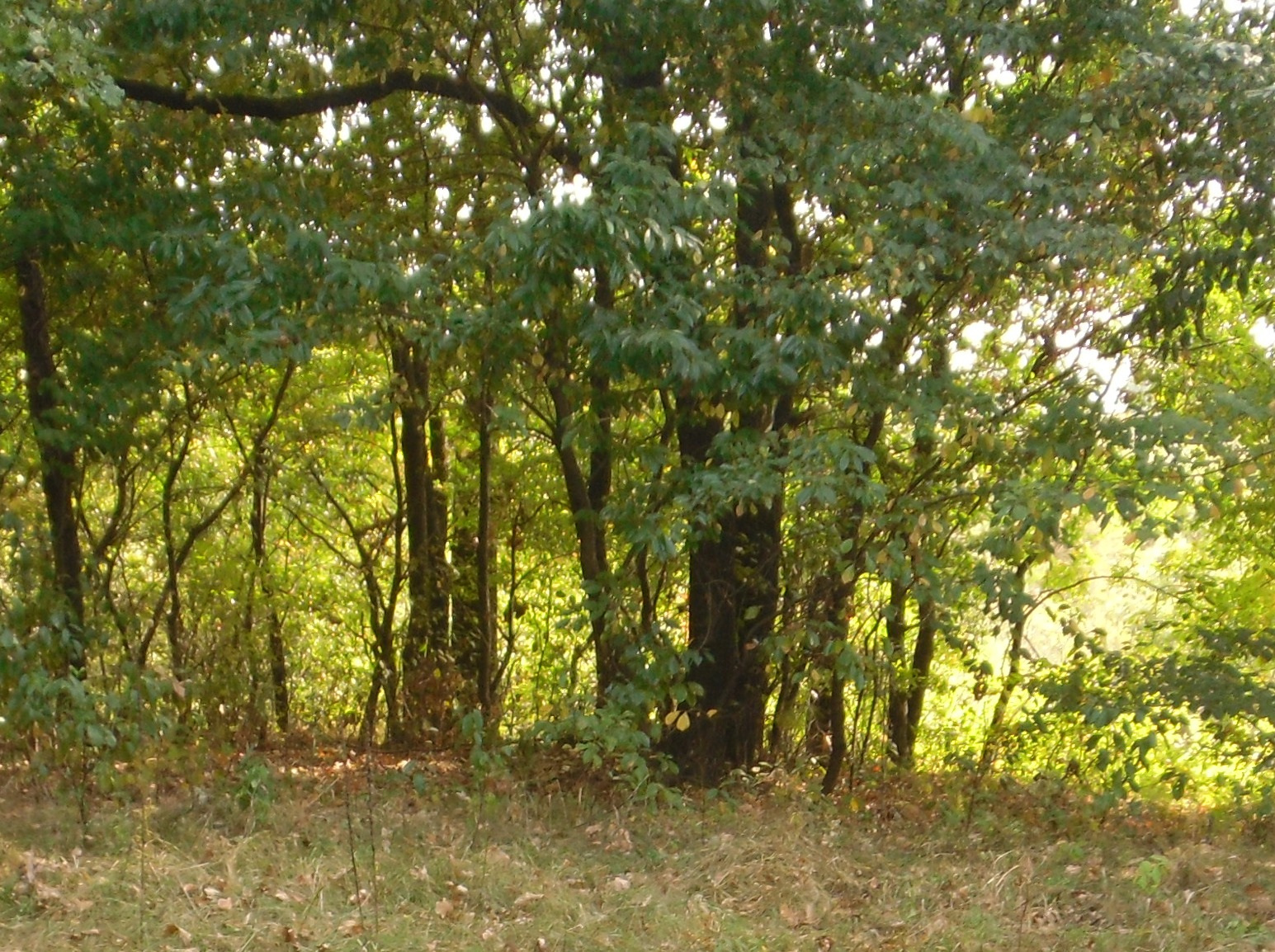
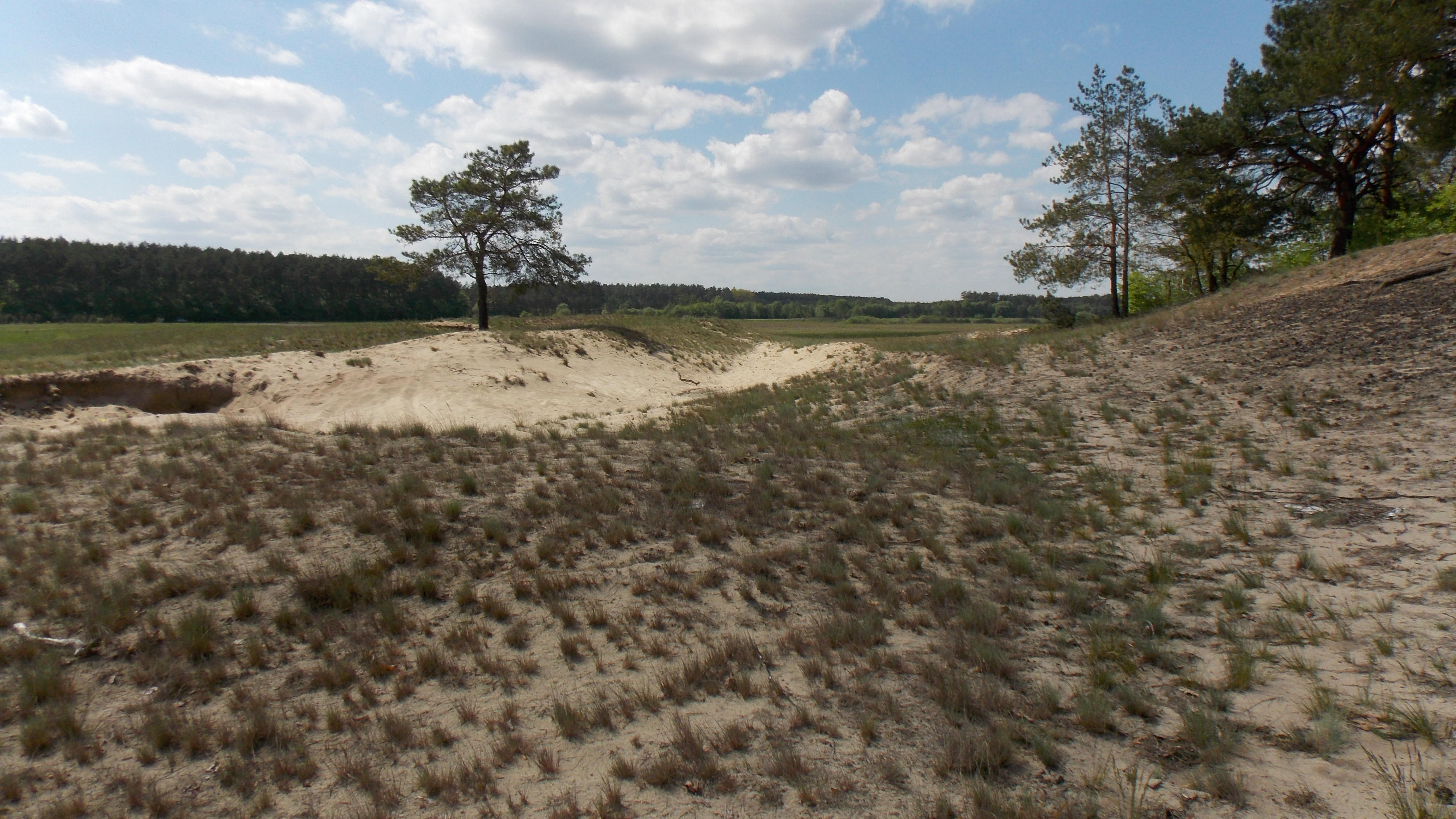
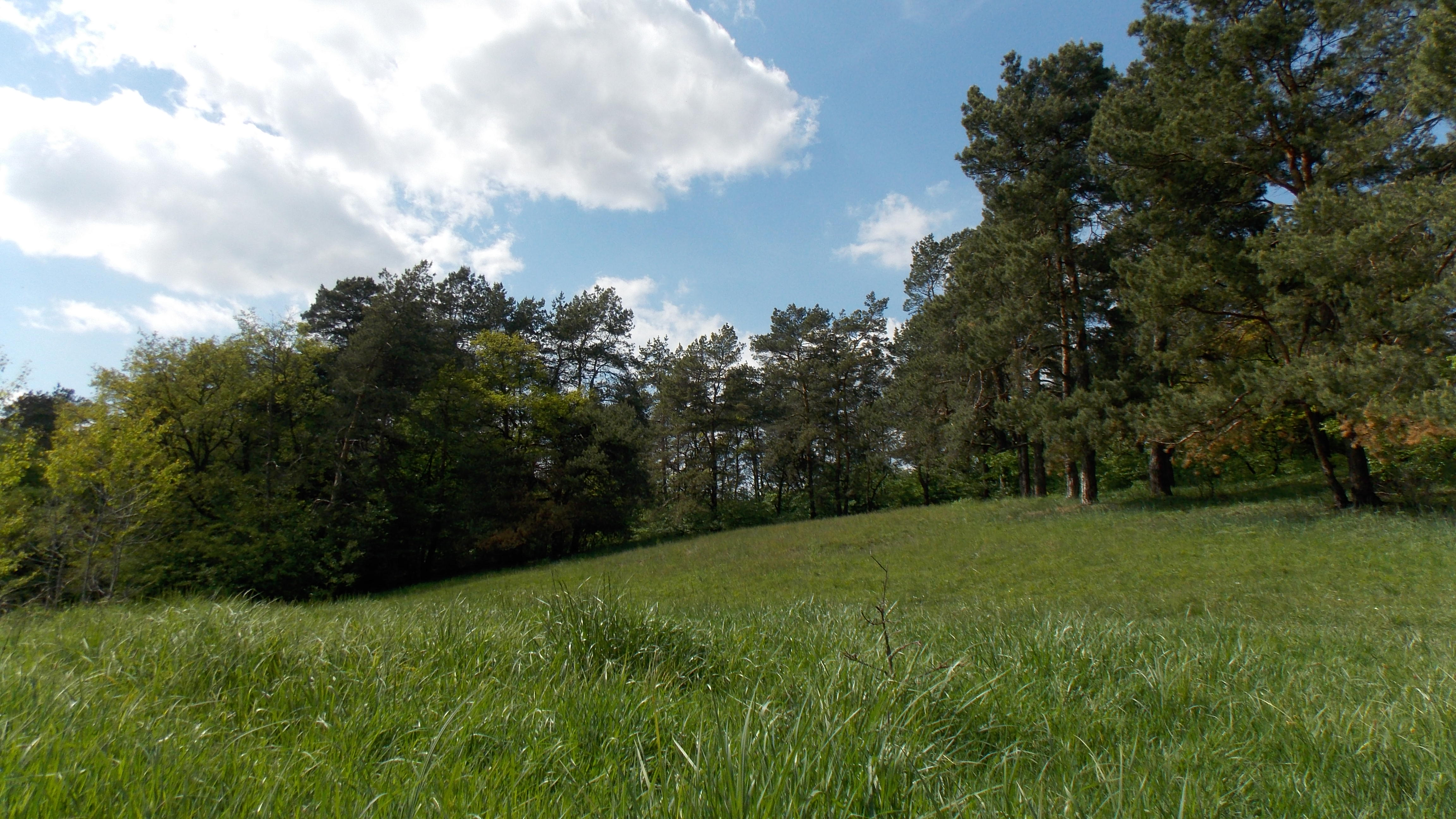